# Tombstone Blues
Tombstone Blues – piosenka skomponowana przez Boba Dylana, nagrana przez niego w lipcu i wydana na albumie Highway 61 Revisited w sierpniu 1965 r.

## Historia i charakter utworu
"Tombstone Blues" jest kolejnym surrealistycznym utworem opisującym szalony świat w ciemnych barwach. Aby to zrobić Dylan posłużył się ciekawymi, chociaż także i specyficznymi, postaciami. W piosence pojawiają się więc m.in. takie osoby jak wielka przedstawicielka klasycznego bluesa Ma Rainey, Ludwig van Beethoven, Galileusz, Kuba Rozpruwacz, Belle Starr a nawet i zwierzęta jak np. koń Paula Revere'ego. Kompozycja ta jest zbudowana z szeregu epizodów, w których występują bohaterowie wprowadzeni do tekstu przez Dylana.
Piosenka ta została skomponowana i nagrana tuż po słynnym zelektryfikowanym występie na Newport Folk Festival 25 lipca 1965 r. Dylanowi akompaniujący mu w Newport zespół tak się spodobał, że najchętniej grałby z nimi, ale był już związany z The Hawks. Z całego tego zespołu (Mike Bloomfield, Barry Goldberg, Al Kooper, Jerome Arnold i Sam Lay) udało mu się ściągnąć do studia znakomitego bluesowego gitarzystę Mike'a Bloomfielda, gitarzystę i także organistę Ala Koopera i perkusistę bluesowego Sama Laya. Innymi muzykami biorącymi udział w tej sesji byli: klawiszowiec Paul Griffin, perkusista Bobby Gregg, basista Harvey Brooks oraz pianista grający także na marakasach – Frank Owens.
Nagrany przez nich utwór był rytmicznym, klasycznym 12-taktowym bluesem, który w niczym nie ustępował innym utworom albumu. Oliver Trager uważa, iż gdyby Dylan wyobraził sobie jaką piosenkę mogliby stworzyć Marcel Duchamp i Luis Buñuel po wstąpieniu do zespołu Little Richarda, to brzmiałaby ona właśnie tak jak "Tombstone Blues". 
Piosenka ta ma charakter nieciągły, poszczególne migawkowe sceny są krótkimi epizodami, których właściwie nic nie łączy, poza absurdalnym, chociaż bardzo ukierunkowanym humorem. Dylan swobodnie miesza "postawione na głowie sytuacje", szczególną poetyką człowieka patrzącego przez szkło powiększające i swobodną zabawę słowami z ikonografiami: polityczną, historyczną i mitologiczną. Efektem jest gęsty, zapierający dech obraz świata, który idzie w złym kierunku.
Najpewniej Dylan wykorzystał tu idee zarówno surrealistów (Buñuel uważał, że surrealizm, jak każda rewolucja, posługiwał się terrorem, którym nie był jednak karabin, a skandal, obnażający zbrodnie społeczne, wykorzystywanie człowieka przez człowieka, imperializm, kolonializm itd.) oraz takich poetów związanych z symbolizmem jak Arthur Rimbaud, Charles Baudelaire i Paul Verlaine, którzy uważali, że dopóki wiersz świetnie brzmi i porusza słuchacza prowadząc go do podwyższonej świadomości (idea Williama Blake'a), zbędne są jakiekolwiek interpretacje.
W nocie do wersji tego utworu umieszczonej na albumie Biograph Dylan swierdza, że w wielkim stopniu do napisania tekstu piosenki przyczyniła się jego wizyta i podsłuchane rozmowy w barze, który był odwiedzany przez policjantów poza służbą.
Jeśli chodzi o stronę muzyczną (ale także i tekstową) z reguły wskazuje się na blues wybitnego pianisty bluesowego Leroya Carra "Papa's on the Housetop", który został nagrany 9 września 1930 r. w Chicago. Drugim ważnym źródłem były dwie piosenki Chucka Berry'ego: "Promised Land" i "Hail, Hail Rock 'n' Roll".

## Sesje i koncerty Dylana, na których wykonywał ten utwór
- 29 lutego 1965 – sesje nagraniowe do albumu w Columbia Studio A w Nowym Jorku. Powstało 13 wersji utworu.
- 28 sierpnia 1965 – koncert na tenisowym stadionie "Forest Hills" w Nowym Jorku
- 3 września 1965 – koncert w "Hollywood Bowl" w Los Angeles w stanie Kalifornia
- 1 października 1965 – koncert w grupą The Hawks/The Band w Carnegie Hall w Nowym Jorku
- 25 listopada 1965 – koncert w "Arie Crown Theater" w McCormick Place w Chicago w stanie Illinois
- 14 grudnia 1965 – koncert w "Berkeley Community Theatre" w Berkeley w Kalifornii

Piosenka ta nie została ani razu publicznie wykonana przez Dylana w latach 70. XX wieku
Europejskie tournée 1984
we wszystkich wykonaniach "Tombstone Blues" bierze udział Carlos Santana
- 28 maja 1984 – koncert w "Arena di Verona" w Weronie we Włoszech
- 29 maja 1984 – koncert w "Arena di Verona" w Weronie we Włoszech
- 31 maja 1984 – koncert na "St.Pauli Stadion" w Hamburgu w Niemczech
- 2 czerwca 1984 – koncert na "St. Jacob Stadion" w Bazylei w Szwajcarii
- 3 czerwca 1984 – koncert na "Stadionie Olimpijskim" w Monachium w Niemczech
- 4 czerwca 1984 – koncert w "Sportspaleis Ahoy" w Rotterdamie w Holandii
- 7 czerwca 1984 – koncert na "Stade de Schaerbeek" w Brukseli w Belgii
- 9 czerwca 1984 – koncert  na "Ulleni Stadion" w Göteborgu w Szwecji
- 10 czerwca 1984 – koncert w "Idraetsparken" w Kopenhadze w Danii
- 11 czerwca 1984 – koncert na "Stadion Bieberer Berg" w Offenbach am Main w Niemczech
- 13 czerwca 1984 – koncert w "Waldbuhne" w Berlinie
- 14 czerwca 1984 – koncert w "Wiener Stadthalle – Kiba" w Wiedniu w Austrii
- 16 czerwca 1984 – koncert na "Mungedsdorfer Stadion" w Kolonii w Niemczech
- 19 czerwca 1984 – koncert w "Roma Palaeur" w Rzymie we Włoszech
- 20 czerwca 1984 – koncert w "Roma Palaeur" w Rzymie
- 21 czerwca 1984 – koncert w "Roma Palaeur" w Rzymie
- 24 czerwca 1984 – koncert na "Stadion San Siro" w Mediolanie we Włoszech
- 26 czerwca 1984 – koncert na "Estadio del Rayo Vallecano" w Madrycie w Hiszpanii
- 28 czerwca 1984 – koncert na "Minestadio del F.C. Barcelona" w Barcelonie w Hiszpanii
- 30 czerwca 1984 – koncert na "Stade Marcel Saupin" w Nantes we Francji
- 1 lipca 1984 – koncert w "Parc de Sceaux" w Paryżu we Francji
- 5 lipca 1984 – koncert w "St. James Park" w Newcastle w Wielkiej Brytanii. To nagranie zostało umieszczone na albumie Real Live
- 7 lipca 1984 – koncert na "Wembley Stadium" w Londynie w Wielkiej Brytanii
- 8 lipca 1984 – koncert w "Slane Castle" w Slane w Irlandii

Nigdy nie kończące się tournée. Rozpoczęło się ono 7 czerwca 1988, jednak pierwsze wykonania "Tombstone Blues" rozpoczęły się dopiero w listopadzie 1994 r.
- 15 listopada i 16 listopada 1994 – próby w "Sony Music Studios" w Nowym Jorku przez koncertem w ramach serii MTV Unplugged
- 17 listopada 1994 – pierwszy koncert w ramach MTV Unplugged, podczas którego zostaje wykonany ten utwór. Ukazał się na DVD z tych koncertów oraz na albumie MTV Unplugged

następne wykonania publiczne tej kompozycji rozpoczęły się 31 marca 1995 r. na 657 koncercie w ramach Nigdy nie kończącego się tournée.

## Dyskografia i wideografia
Dyski
- Real Live (1984)
- Biograph (1985)
- MTV Unplugged (1995)
- The Bootleg Series Vol. 7: No Direction Home: The Soundtrack (2005)

## Wersje innych artystów
- Anastasia Screamed – Outlaw Blues (1992)
- Henry Kaiser's Obsequious Cheeselog and Dogmeat (dwie wersje) na albumie różnych wykonawców Outlaw Blues, Volume 2 (1995)
- Tim O'Brien – Red on Blonde (1996)
- The Rockridge Synthesizer Orchestra – Plays Bob Dylan Classic Trax (1997)
- Sheryl Crow – Sheryl Crow and Friends: Live in Central Park (1999)
- Black Eyed Snakes na albumie różnych wykonawców Duluth Does Dylan (2001)